# Grażyna Kulczyk
Grażyna Maria Kulczyk (ur. 5 listopada 1950 w Poznaniu) – polska prawniczka, miliarderka, przedsiębiorczyni oraz kolekcjonerka dzieł sztuki.

## Życiorys
Absolwentka II Liceum Ogólnokształcącego im. Generałowej Zamoyskiej i Heleny Modrzejewskiej w Poznaniu. Ukończyła prawo na Wydziale Prawa i Administracji Uniwersytetu im. Adama Mickiewicza w Poznaniu. Po studiach odbyła aplikację sędziowską i rozpoczęła pracę w Instytucie Prawa Cywilnego na macierzystej uczelni.
Po kilku latach zrezygnowała jednak z pracy naukowej, by zaangażować się w budowanie własnego biznesu, w którym stara się łączyć biznes ze sztuką na podstawie jej filozofii życiowej: 50 50 (50% wszystkich przedsięwzięć biznesowych stanowi sztuka). Sztandarowym przykładem jej realizacji jest wielokrotnie nagradzany Stary Browar, otwarty w 2003 w wyniku rewitalizacji i rozbudowy zrujnowanych XIX-wiecznych zabudowań Browaru Huggerów. Obiekt jest jedną z atrakcji turystycznych Poznania. Od 2015 jego właścicielem jest niemiecki fundusz Deutsche Asset & Wealth Management, który przekształcił się w Deutsche Asset Management.

## Kolekcjonowanie sztuki i mecenat
Jest kolekcjonerką i mecenasem sztuki współczesnej. Swoją kolekcję („GK Collection”) zaczęła budować w czasie studiów. Początkowo tworzyły ją prace polskich artystów, m.in. Andrzeja Wróblewskiego, Tadeusza Kantora, Władysława Strzemińskiego. Z czasem w kolekcji pojawiły się kolejne prace artystów, takich jak Alina Szapocznikow, Zofia Kulik, Paweł Althamer, Piotr Uklański. Kolekcja zawiera także prace artystów zagranicznych, takich jak: Donald Judd, Yayoi Kusama, Sam Francis, Jenny Holzer, Joan Mitchell, Anselm Kiefer, Rosemarie Trockel, Andy Warhol, Rafael Lozano – Hemmer czy Andreas Gursky. Część dzieł z kolekcji jest na stałe ulokowana w przestrzeniach poznańskiego Starego Browaru i hotelu Blow Up Hall 50 50.
W 2004 powołała Art Stations Foundation. Fundacja ma na celu zwiększenie dostępu społeczeństwa do kultury, sztuki i edukacji, rozwijanie świadomości obywatelskiej i kulturowej, wspomaganie osób szczególnie uzdolnionych. Poza fundacją własną angażuje się w działalność innych instytucji kultury. Organizuje także coroczny światowy festiwal mody i sztuki Art & Fashion Festival. Była wraz z Honzą Zamojskim współzałożycielką wydawnictwa Mundin.
Jest twórczynią Muzeum Susch w Szwajcarii, prezentującego jej kolekcję sztuki współczesnej. Muzeum pierwotnie miało zostać otwarte w Warszawie, jednak rozmowy z władzami miasta nie przyniosły w tej kwestii porozumienia.

## Pełnione funkcje
- Członek Zarządu Wielkopolskiego Towarzystwa Zachęty Sztuk Pięknych[14]
- Członek Rady Społecznej Muzeum Sztuki w Łodzi[15]
- Członek Honorowy Komisji Urbanistyki i Planowania Przestrzennego Polskiej Akademii Nauk, oddział w Poznaniu
- Członek Rady Fundacji Centrum Twórczości Narodowej (organizatora Karuzeli Cooltury)[16]
- Członek Rady i Fundatorka Fundacji Malta (Malta Festival Poznań)[17]
- Członek Międzynarodowej Rady Centrów Handlowych (ICSC)
- Sponsor Kunsthalle Zurich
- Członek Tate Modern Russian and Eastern Europe Acquisition Committee

## Majątek
Przez wiele lat pojawiała się na liście 100 Najbogatszych Polaków tygodnika Wprost. Początkowo, jako współwłaścicielka majątku męża, a w 2007 po raz pierwszy samodzielnie (podział majątku), na 12. miejscu z fortuną szacowaną na 320 mln zł. W 2012 awansowała na 8. miejsce z majątkiem wartym 1,85 mld złotych.

### Ranking Wprost
- 2017 – miejsce 19 (1,7 mld zł)
- 2014 – miejsce 10 (2,5 mld zł)
- 2013 – miejsce 9 (2,4 mld zł)
- 2012 – miejsce 8 (1,85 mld zł)
- 2011 – miejsce 9 (1,85 mld zł)
- 2010 – miejsce 19 (1,2 mld zł)
- 2009 – miejsce 29 (850 mln zł)
- 2008 – miejsce 46 (650 mln zł)
- 2007 – miejsce 12 (320 mln zł)

### Ranking polski Forbes
- 2016 – miejsce 14 (1,2 mld zł)[19]
- 2015 – miejsce 12 (1,7 mld zł)[20]
- 2014 – miejsce 12 (1,5 mld zł)[21]
- 2013 – miejsce 12 (1,7 mld zł)[22]
- 2012 – miejsce 21 (850 mln zł)[23]
- 2011 – miejsce 30 (580 mln zł)[24]
- 2010 – miejsce 30 (550 mln zł)[25]
- 2009 – miejsce 5 (1,7 mld zł)
- 2008 – miejsce 8 (1,7 mld zł)[26]

Pod koniec roku 2009  szwajcarski magazyn „Bilanz”  zaliczył Grażynę Kulczyk do pięciu najbogatszych kobiet w Szwajcarii.
Bardzo rzadko informuje opinię publiczną o swojej działalności charytatywnej niezwiązanej z działalnością jej fundacji. Jednym z takich działań było przekazanie 1 miliona zł
Stowarzyszeniu Silne Kobiety Bogatyni zrzeszającemu kobiety – właścicielki małych i średnich firm, których biznesy ucierpiały w czasie powodzi w Bogatyni w 2011.
Grażyna Kulczyk jest właścicielką nieruchomości w Polsce, Szwajcarii, Wielkiej Brytanii i Stanach Zjednoczonych.

## Odznaczenia
- Krzyż Kawalerski Orderu Odrodzenia Polski (2015)[29][30]
- Złoty Medal „Zasłużony Kulturze Gloria Artis” (2025)[31]
- Odznaka honorowa „Za zasługi dla województwa wielkopolskiego” (2005)[32]

## Rodzina
Do 2006 była żoną Jana Kulczyka, z którym ma dwoje dzieci: córkę Dominikę (ur. 1977) i syna Sebastiana (ur. 1980).

## Nagrody
- 2003 – nagroda Atlas przyznawana przez Art & Business Club
- 2004 – Nagroda Bertelsmanna za wkład w propagowanie polskiej kultury[33]
- 2004 – tytuł Lidera Pracy Organicznej i statuetka Hipolita przyznawane przez Kapitułę Honorowego Hipolita przy Towarzystwie im. Hipolita Cegielskiego w Poznaniu
- 2007 – Człowiek Roku Wielkopolski według polskiej edycji magazynu Forbes
- 2010 – tytuł „Wielkopolski Przedsiębiorca XX-lecia 1990–2009” przyznawany przez Wielkopolską Izbą Przemysłowo-Handlową, Marszałka Województwa Wielkopolskiego i poznański oddział Gazety Wyborczej
- 2010 – tytuł Damy Roku przyznany przez Stowarzyszenie Dress For Success Poland
- 2010 – Wektor 2010 – przyznawany przez organizację Pracodawcy Rzeczypospolitej Polskiej
- 2011 – Laureatka konkursu „Aktywność kobiet na Dolnym Śląsku”, kategoria: Dialog obywatelski i społeczny, aktywność obywatelska, społeczna i polityczna przyznawany przez Stowarzyszenie „Aktywność kobiet na Dolnym Śląsku”
- 2013 – Trebbia European Award – międzynarodowa nagroda za wspieranie kultury i sztuki przyznawana przez czeską fundację Trebbia[34]